# Gieterzandvoort
Gieterzandvoort – wieś w Holandii, w prowincji Drenthe, w gminie Aa en Hunze.